# Байдаков, Владимир Георгиевич
Владимир Георгиевич Байдаков (род. 1946) — советский и российский учёный, физик и педагог,  специалист в области теплофизики метастабильных фазовых состояний, доктор физико-математических наук (1987), профессор (1989). Директор Института теплофизики УрО РАН (2002—2019). Лауреат Государственной премии Российской Федерации в области науки и техники (1999). Заслуженный деятель науки Российской Федерации (2008).

## Биография
Родился 11 апреля 1946 года в посёлке Полетаево, Сосновского района Челябинской области.
С 1965 по 1970 годы обучался на физико-техническом факультете  Уральского политехнического института имени С. М. Кирова.
С 1973 года занимался научно-административной деятельностью в Институте теплофизики УрО РАН: с 1973 по 1986 годы —   младший научный сотрудник, старший научный сотрудник и ведущий научный сотрудник, с 1987 по 1998 годы — заведующий лаборатории криогеники и энергетики, с 1998 по 2002 годы — заместитель директора по науке. С 2002 по 2019 годы — директор Института теплофизики УрО РАН.
С 1986 по 1990 годы — профессор, с 1990 по 1992 годы — заведующий кафедрой общей физики Свердловского инженерно-педагогического института.
С 1992 года профессор Уральского государственного университета, читает курс лекций по молекулярной физике и  тепломассообмену.
В 1973 году защитил диссертацию на соискание учёной степени кандидата физико-математических наук на тему: «Термодинамическая устойчивость перегретого и переохлажденного жидкого аргона», в 1987 году  — доктор физико-математических наук на тему: «Метастабильные криогенные и низкокипящие жидкости : кинетика зародышеобразования, физические свойства». В 1987 году присвоено учёное звание — профессор.
Помимо педагогической и научной деятельности занимался и общественной работой: был членом Объединенного ученого совета по физико-техническим наукам УрО РАН, член Национального комитета России по теплофизическим свойствам веществ, членом Уральского отделения Совета по комплексной проблеме «Теплофизика и теплоэнергетика», член Совета при УГТУ по докторским диссертациям, член редколлегии журнала «Scientific World Journal: Atomic and Molecular Physics». 
Под руководством В. Г. Байдакова было защищено более девяти кандидатских и докторских диссертаций, он автор около четырёхсот научных работ, в том числе 
и пяти монографий.
29 сентября 1999 года Указом Президента России «за цикл работ "Метастабильные состояния жидкости: фундаментальные исследования и приложения к энергетике"» Владимир Георгиевич Байдаков был удостоен — Государственной премии Российской Федерации в области науки и техники.
5 мая 2008 года Указом Президента России «За большой  вклад  в  отечественную науку и подготовку научных кадров» Владимиру Георгиевичу Байдакову было  присвоено почётное звание — Заслуженный деятель науки Российской Федерации.

## Награды
Основной источник:
- Заслуженный деятель науки Российской Федерации (2008[4])
- Государственная премия Российской Федерации в области науки и техники (1999[5])